# Леннокс Міллер
Леннокс Валенсія Міллер (англ. Lennox Valencia Miller; 8 жовтня 1946 — 8 листопада 2004) — ямайський легкоатлет, бігун на короткі дистанції. Дворазовий призер літніх Олімпійських ігор.
Батько олімпійської чемпіонки Інгер Міллер.

## Життєпис
Навчався в Університеті Південної Каліфорнії, де і розпочав заняття бігом. У складі університетської четвірки у 1967 році встановив світовий рекорд в естафеті 4×100 метрів (38,6 сек).
На літніх Олімпійських іграх 1968 року в Мехіко (Мексика) брав участь у змаганнях з бігу на 100 метрів, де посів друге місце, поступившись Джиму Гайнсу (США), а також в естафеті 4×100 метрів (4-те місце).
На літніх Олімпійських іграх 1972 року в Мюнхені (ФРН) виступав у змаганнях з бігу на 100 метрів, де посів третє місце, пропустивши вперед Валерія Борзова (СРСР) і Роберта Тейлора (США).
Після закінчення університету пішов до стоматологічної школи і понад 30 років мав стоматологічну практику в Пасадені, Каліфорнія, США.